# Radio Soberanía
Radio Soberanía es una estación de radio que transmite en 90.5 MHz por FM, desde Villa Las Estrellas, capital de la comuna de Antártica, Provincia Antártica Chilena. Funciona durante el día proporcionando música e informaciones a todas las bases del sector. Difunde también ciertos programas culturales y de entretenimiento realizados por el personal y sus familias.
Hacia el año 2002 había un programa realizado por los alumnos de la escuela de la localidad, que transmitía los sábados al mediodía e incluía diferentes espacios como concursos, datos meteorológicos, chistes, horóscopos, temas educativos o de información, e incluso un
espacio de conversación telefónica humorística llamado «Aló Rachela».